# 슈퍼 소켓 7
슈퍼 소켓 7(Super Socket 7, 슈퍼 7)은 소켓 7 ZIF 소켓 사양의 확장이다.
100 MHz 프론트 사이드 버스, AGP 지원, SPGA 패키지의 기능을 제공한다. 슈퍼 소켓 7은 AMD K6-2 및 K6-III 프로세서, 최종 사이릭스 M-II 프로세서 중 일부, 최종 IDT 윈칩 2 프로세서 중 일부, 라이즈 MP6 프로세서에 사용되었다. 소켓 7과 하위 호환되므로 소켓 7 CPU는 슈퍼 소켓 7 메인보드에 사용할 수 있으나 슈퍼 소켓 7 CPU는 소켓 7 메인보드에서 완전한 속도로 동작하지 못한다. 소켓 5 CPU들은 슈퍼 소켓 7과 핀이 호환되지만 슈퍼 소켓 7용으로 설계된 모든 메인보드가 소켓 5 CPU에 필요한 전압을 지원하는 것은 아니었다.

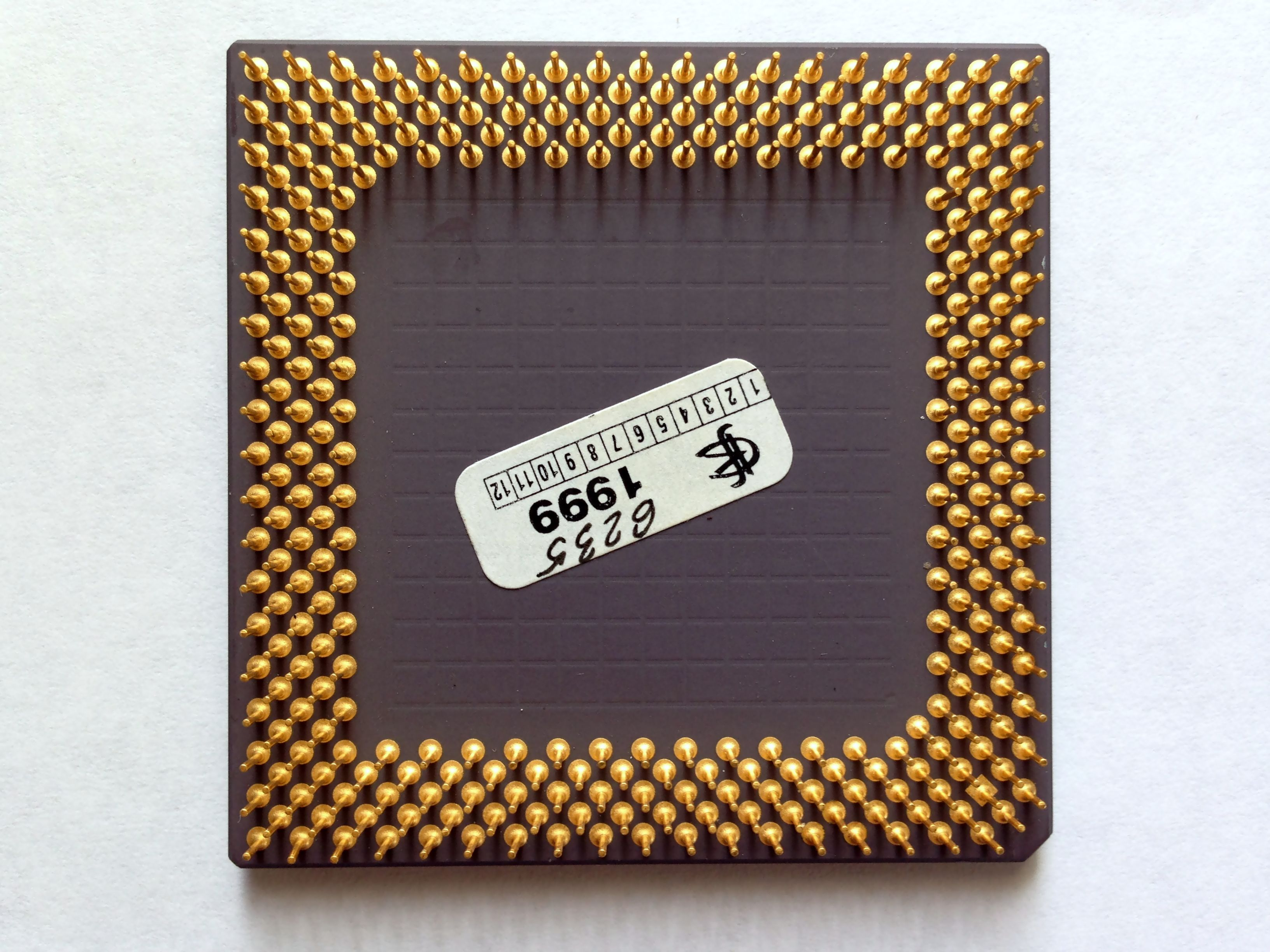
슈퍼 소켓 7 CPU 뒷면 (AMD K6-2)

AMD가 과거에 자사의 프로세서에 대해 무조건 인텔 소켓을 사용했었으나, 소켓 7은 AMD가 법적 권한을 보유한 마지막 소켓이었다. 인텔은 소켓 7 개발을 중단함으로써 슬롯 1로 넘어감으로써 AMD가 구식 플랫폼에 남아있음으로써 자사의 프로세서와 경쟁하지 않도록 되길 바랐다. FSB를 66에서 100 MHz로 확장함으로써 슈퍼 소켓 7은 AMD가 자사의 독립적인 메인보드 인프라스트럭처인 슬롯 A를 개발하면서 AMD에게 필요한 임시방편의 해결책을 제시하였다.
아키텍처가 저렴하고 의도된 목적을 다했으나 비아, SiS 등에 의해 제공되는 서드파티 칩셋들 중 다수가 특히 AGP 구현체와 관련하여 저품질이었다. AMD는 버그가 많은, 비호환 메인보드로 악평을 받았다. K6-III와 펜티엄 III 시대에 결과 도출을 위해 비아가 자사 칩셋의 표준을 승격시키는 내부 프로그램을 시작하였으나 AMD는 애슬론 프로세서에 대한 품질 보증 프로그램을 도입하였다.

## 같이 보기
- AMD 마이크로프로세서 목록